# 14 (số)
14 (mười bốn) là một số tự nhiên ngay sau 13 và ngay trước 15.
- Bình phương của 14 là 196
- Căn bậc hai của 14 là 3,741657387

## Trong hóa học
- 14 là số hiệu nguyên tử của nguyên tố Silic (Si)